# 弯果婆婆纳
弯果婆婆纳（学名：Veronica campylopoda）为車前草科婆婆纳属下的一个种。

## 扩展阅读
- 維基物種上的相關：弯果婆婆纳